# Манчестерський код

Манчестерський код

Манчестерський код (англ. Manchester code) — це двійковий код без постійної складової, в якому значення кожного переданого біта визначається напрямком зміни логічного рівня в середині обумовленого заздалегідь часового інтервалу.
При манчестерському кодуванні кожен такт ділиться на дві частини. Інформація кодується перепадами потенціалу в середині кожного такту. Одиниця кодується перепадом від низького рівня сигналу до високого, а нуль — зворотним перепадом (за стандартом IEEE 802.3, хоча за Д. Є. Томасом кодування відбувається навпаки). На початку кожного такту може відбуватися службовий перепад сигналу, якщо потрібно представити кілька одиниць або нулів підряд. Оскільки сигнал змінюється принаймні один раз за такт передачі одного біта даних, то манчестерський код має здатність до самосинхронізації. У манчестерського коду немає постійної складової (змінюється кожен такт), а основна гармоніка в найгіршому випадку (при передачі послідовності одиниць або нулів) має частоту N Гц, а в найкращому випадку (при передачі одиниць і нулів, що чергуються) — N/2 Гц, як і у NRZ. У середньому ширина спектра при манчестерському кодуванні вдвічі ширше ніж при NRZ кодуванні.
| Бази даних | Це незавершена стаття з інформатики. Ви можете допомогти проєкту, виправивши або дописавши її. |